# イケメン王子 美女と野獣の最後の恋
『イケメン王子 美女と野獣の最後の恋』（イケメンおうじ びじょとやじゅうのさいごのこい）は、サイバードより2020年7月1日にリリースされたスマートフォン用女性向け恋愛ゲーム。サイバードの提供する「イケメンシリーズ」のゲーム作品のひとつとして展開している。2020年12月に舞台化された。

## 登場人物
声はゲームの声優 / 演は舞台の俳優。
レオン＝ドントゥール
声 - 加藤和樹 / 演 - 細貝圭
シュヴァリエ＝ミシェーレ
声 - 小野友樹 / 演 - 八神蓮
イヴ＝クロス
声 - 内田雄馬 / 演 - こんどうようぢ
ノクト＝クライン
声 - 江口拓也 / 演 - DAO
リヒト＝クライン
声・演 - 大海将一郎
クラヴィス＝ルルーシュ
声 - 野島健児 / 演 - 安井一真
ジン＝グランデ
声 - 安元洋貴 / 演 - 小沼将太
ルーク＝ランドルフ
声・演 - 吉高志音
サリエル＝ノワール
声 - 速水奨 / 演 - 友常勇気
リオ＝オルティス
声 - 峯田大夢 / 演 - 峯田大夢
ギルベルト＝フォン＝オブシディアン
声 - 浅沼晋太郎
キース＝ハウエル
声 - 羽多野渉
シルヴィオ＝リッチ
声 - 佐藤拓也
アゼル=ラドワーン
声 - 寺島拓篤
マティアス＝オースブリンク
声 - 阿座上洋平
カガリ＝アマガセ
声 - 千葉翔也
エマ（名前変更可能）
声 - なし / 演 - 川村海乃
主人公（プレイヤー）。ロードライト王国の小さな本屋で働いていたが、ある日突然城に連れて行かれ、次代の王を決める"ベル"に選ばれてしまう。

## CD
| 発売日         | タイトル                                                                             | 収録内容 |
| -------------- | ------------------------------------------------------------------------------------ | --- |
| 2021年06月09日 | 「イケメン王子 美女と野獣の最後の恋」 シチュエーションCD〜イヴ＝クロス編〜           | - 01.プロローグ - 02.甘やかしたい朝 - 03.甘くて美味しいデート - 04.夜空の下でダンス - 05.ずっと感じていたい体温 - 06.眠りたくない夜 - 07.エンディング - 08.キャストトーク（内田雄馬）                                                           |
| 2021年10月06日 | 「イケメン王子 美女と野獣の最後の恋」 シチュエーションCD〜ノクト＝クライン編〜       | - 01.プロローグ - 02.刺激的な朝 - 03.ケーキよりも甘い唇 - 04.人目を盗んで - 05.煌びやかな舞踏会 - 06.離してくれない夜 - 07.エンディング - 08.キャストトーク（江口拓也）                                                                         |
| 2022年05月18日 | 「イケメン王子 美女と野獣の最後の恋」 シチュエーションCD〜ノクト＝クライン編〜       | - 01. プロローグ - 02. 朝からサプライズ - 03. 個室で秘密の戯れ - 04. 甘やかされっぱなしデート - 05. お酒と彼に酔わされて - 06. 2人溶けあう甘い夜 - 07. エンディング - 08. キャストトーク（安元洋貴）                                            |
| 2022年10月26日 | 「イケメン王子 美女と野獣の最後の恋」 シチュエーションCD〜クラヴィス＝ルルーシュ編〜 | - 01. プロローグ - 02. 目を覚ましたら、そこは花畑でした - 03. ルルーシュ祭でドキドキ（？）デート - 04. 悔しいけど大好きです - 05. 惚れ薬、いただきます - 06. 私は今日も恋人に愛されています - 07. エンディング - 08. キャストトーク（野島健児） |

## 舞台

### イケメン王子 美女と野獣の最後の恋 THE STAGE Beast Leon
- 2020年12月24日 - 27日：シアター1010

スタッフ
- 脚本：伊勢直弘
- 演出：大関真
- 楽曲プロデュース：大渡亮 (Do As Infinity)

### イケメンシリーズ THE STAGE ～世界を駆けて、祝祭を～
イケメンシリーズの舞台作品のクロスオーバー作品。

イケメン王子からは、シュヴァリエ＝ミシェーレ、サリエル=ノワール、ルーク＝ランドルフが登場。

キャストは舞台の「Beast Leon」から変更なし。
- 2022年9月24日 - 28日：シアター1010

スタッフ
- 脚本 - 伊勢直弘・早川康介
- 演出 - 早川康介

## Web番組
『イケメン王子生放送 プリなま』は、2020年6月18日からイケメンシリーズ公式YouTubeチャンネルにて配信している生放送番組。パーソナリティは大海将一郎（リヒト=クライン役）、吉高志音（ルーク=ランドルフ役）、峯田大夢（リオ=オルティス役）の3名が務める。